# Carole Landis
Carole Landis, pseudonimo di Frances Lillian Mary Ridste (Fairchild, 1º gennaio 1919 – Los Angeles, 5 luglio 1948), è stata un'attrice statunitense.

## Biografia
Dopo aver lasciato la scuola a 15 anni, Carole Landis si trasferì in California e iniziò la carriera come ballerina e cantante di night club a San Francisco.
Trasferitasi a Hollywood per tentare la carriera nel cinema, nel 1937 debuttò con una particina non accreditata nel film È nata una stella, cui seguirono altri ruoli marginali in commedie e western di serie B. Nel 1940 venne scritturata dal produttore e regista Hal Roach, che le affidò un ruolo di primo piano nel film Sul sentiero dei mostri. La pellicola, ambientata in epoca preistorica, ebbe un grande successo e lanciò anche il suo partner Victor Mature. In breve tempo Carole Landis diventò una star, ammirata per la sua vistosa bellezza e per il suo naturale glamour.
La Landis firmò un contratto con la Twentieth Century Fox e apparve in alcuni musical, distinguendosi in ruoli solitamente di antagonista della primattrice. Ritornò a far coppia con Victor Mature in Situazione pericolosa (1941), un noir interpretato anche da Betty Grable, già sua partner in Appuntamento a Miami (1941). I tre attori interpretarono insieme un'altra commedia musicale, Follie di New York (1942).
Nel 1942 intraprese una lunga tournée in Inghilterra e in Nordafrica, partecipando con altre celebrità, tra le quali le attrici Kay Francis e Martha Raye, all'allestimento di spettacoli di intrattenimento per le truppe militari americane impegnate al fronte durante la seconda guerra mondiale.
Nel 1944 continuò a contribuire allo sforzo bellico degli Stati Uniti trasferendosi in tournée sul fronte del Sud Pacifico con l'attore comico Jack Benny, proseguendo gli spettacoli a ritmo instancabile, tanto che si ammalò più volte gravemente e rischiò di morire di malaria. Il suo impegno e la sua simpatia, uniti alla solare bellezza e fotogenia, la consacrarono tra le pin up più amate dai soldati americani dell'epoca. L'attrice narrò le sue esperienze artistiche al fronte in diversi articoli giornalistici e in un libro, Four jills in a jeep, pubblicato nel 1944.
Al termine del conflitto ritornò al cinema, ma la sua carriera stentò a riprendere quota. Nel 1946 ottenne il ruolo di protagonista nella commedia Scandalo a Parigi (1946) di Douglas Sirk, dove impersonò Loretta De Richet, ballerina e moglie di un poliziotto finito in disgrazia.
Il declino della carriera iniziò a compromettere la fragilità dell'attrice, già provata da una serie di matrimoni falliti e dalla difficoltà a ottenere ruoli cinematografici di rilievo. Nel 1948 si legò sentimentalmente all'attore Rex Harrison, all'epoca sposato con l'attrice Lilli Palmer. Fu una relazione tormentata e seguita con accanimento dalla stampa, che condusse lentamente la Landis all'autodistruzione. 
Dopo il rifiuto di Harrison di divorziare dalla moglie, Carole Landis si uccise il 5 luglio 1948, con una overdose di Seconal, nella sua abitazione californiana di Pacific Palisades.

## Filmografia
- Il re e la ballerina (The King and the Chorus Girl), regia di Mervyn LeRoy (1937) (non accreditata)
- È nata una stella (A Star is Born), regia di William A. Wellman (1937) (non accreditata)
- Un giorno alle corse (A Day at the Races), regia di Sam Wood (1937) (non accreditata)
- Il tesoro del dirigibile (Fly Away Baby), regia di Frank McDonald (1937) (non accreditata)
- I candelabri dello Zar (The Emperor's Candlesticks), regia di George Fitzmaurice (1937) (non accreditata)
- Follie di Broadway 1938 (Broadway Melody 1938), regia di Roy Del Ruth (1937) (non accreditata)
- Invito alla danza (Varsity Show), regia di William Keighley (1937) (non accreditata)
- L'isola dei dimenticati (Alcatraz Island), regia di William C. McGann (1937) (non accreditata)
- Over the Goal, regia di Noel M. Smith (1937) (non accreditata)
- The Adventurous Blonde, regia di Frank McDonald (1937) (non accreditata)
- Hollywood Hotel, regia di Busby Berkeley ([1937) (non accreditata)
- The Invisible Menace, regia di John Farrow (1938) (non accreditata)
- Blondes at Work, regia di Frank McDonald (1938) (non accreditata)
- Un bandito in vacanza (A Slight Case of Murder), regia di Lloyd Bacon (1938) (non accreditata)
- Love, Honor and Behave, regia di Stanley Logan (1938) (non accreditata)
- Muraglia inviolabile (Over the Wall), regia di Frank McDonald (1938) (non accreditata)
- Women are Like That, regia di Stanley Logan (1938) (non accreditata)
- La leggenda di Robin Hood (The Adventures of Robin Hood), regia di Michael Curtiz e William Keighley (1938) (non accreditata)
- Gold Diggers in Paris, regia di Ray Enright (1938)
- Men Are Such Fools, regia di Busby Berkeley (1938) (non accreditata)
- When Were You Born, regia di William C. McGann (1938) (non accreditata)
- Penrod's Double Trouble, regia di Lewis Seiler (1938) (non accreditata)
- La quadriglia dell'illusione (Four's a Crowd), regia di Michael Curtiz (1938)
- Boy Meets Girl, regia di Lloyd Bacon (1938) (non accreditata)
- Texas Kid (Three Texas Steers), regia di George Sherman (1939)
- Daredevils of the Red Circle, regia di John English e William Witney (1939)
- Cowboys from Texas, regia di George Sherman (1939)
- Reno, regia di John Farrow (1939) (non accreditata)
- Sul sentiero dei mostri (One Million B.C.), regia di Hal Roach (1940)
- L'errore del dio Chang (Turnabout), regia di Hal Roach (1940)
- Mystery Sea Raider, regia di Edward Dmytryk (1940)
- Preferisco il manicomio (Road Show), regia di Hal Roach (1941)
- Bionda in paradiso (Topper Returns), regia di Roy Del Ruth (1941)
- Appuntamento a Miami (Moon Over Miami), regia di Walter Lang (1941)
- Dance Hall, regia di Irving Pichel (1941)
- Situazione pericolosa (I Wake Up Screaming), regia di H. Bruce Humberstone (1941)
- Cadet Girl, regia di Ray McCarey (1941)
- A Gentleman at Heart, regia di Ray McCarey (1942)
- Follie di New York (My Gal Sal), regia di Irving Cummings (1942)
- It Happened in Flatbush, regia di Ray McCarey (1942)
- Voglio essere più amata (Orchestra Wives), regia di Archie L. Mayo (1942)
- Manila Calling, regia di Herbert I. Leeds (1942)
- Ciao bellezza! (The Powers Girl), regia di Norman Z. McLeod (1943)
- Fior di neve (Wintertime), regia di John Brahm (1943)
- Comando segreto (Secret Command), regia di A. Edward Sutherland (1944)
- Having Wonderful Crime, regia di A. Edward Sutherland (1945)
- Behind Green Lights, regia di Otto Brower (1946)
- Uno scandalo a Parigi (A Scandal in Paris), regia di Douglas Sirk (1946)
- It Shouldn't Happen to a Dog, regia di Herbert I. Leeds (1946)
- Fulmini a ciel sereno (Out of the Blue), regia di Leigh Jason (1947)
- Nodo scorsoio (Noose), regia di Edmond T. Gréville (1948)
- Brass Monkey, regia di Thornton Freeland (1948)

### Film o documentari dove appare Carole Landis
- The Casting Couch, regia di John Sealey - video con filmati di repertorio (1995)